# Micropteropus intermedius
Micropteropus intermedius es una especie de murciélago megaquiróptero de la familia Pteropodidae.

## Distribución geográfica
Se encuentra en Angola y República Democrática del Congo.

## Hábitat
Su hábitat natural son: clima subtropical o tropical, húmedo de tierras de baja altitud, bosques y sabanas húmedas.

## Estado de conservación
Se encuentra amenazada de extinción por la pérdida de su hábitat natural.